# Handball-Bayernliga 1963/64
Die Saison 1963/64 der Handball-Bayernliga war die sechste Spielzeit der bayerischen Handballliga, die als eine der höchsten Spielklassen im deutschen Ligensystem eingestuft war.

## Bayerische Meisterschaft
Meister München-Laim und Vizemeister Zirndorf konnten sich für die Endrunde zur „Süddeutschen Meisterschaft“ qualifizieren. TSV Allach 09 und der 1. FC Nürnberg (Handball) belegten die Abstiegsplätze.

### Modus
Es spielte jedes Team nur einmal gegeneinander, ohne Rückrunde. So war bereits nach sieben Spieltagen die Meisterschaft entschieden. Meister und Vizemeister hatten sich für die Teilnahme an der Süddeutschen Meisterschaft qualifiziert. Die Plätze sieben und acht waren die Absteiger.

## Teilnehmer
An der Bayernliga 1963/64 nahmen acht Mannschaften teil. Titelverteidiger war der TSV Ansbach und neu in der Liga waren die Aufsteiger TSV Allach 09 und der 1. FC Nürnberg. Nicht mehr dabei waren die Absteiger der Vorsaison TV Coburg-Neuses und MTSV Schwabing.

### Abschlusstabelle
|    | Mannschaft           | Spiele | Punkte |
| -- | -------------------- | ------ | ------ |
| 1. | ESV München-Laim     | 7      | 14:0   |
| 2. | TSV 1861 Zirndorf    | 7      | 12:2   |
| 3. | TSV Milbertshofen    | 7      | 8:6    |
| 4. | TSV 1860 Ansbach (M) | 7      | 8:6    |
| 5. | Regensburger TS      | 7      | 8:6    |
| 6. | Post SV München      | 7      | 4:10   |
| 7. | TSV Allach 09 (N)    | 7      | 3:11   |
| 8. | 1. FC Nürnberg (N)   | 7      | 1:13   |

Bereich des „Bayer. Handballverbandes“ (BHV)

(M) = Meister (Titelverteidiger) (N) = Neu in der Liga (Aufsteiger) 

Bayerischer Meister und für die Endrunde zur Süddeutschen Meisterschaft qualifiziert
Für die Endrunde zur Süddeutschen Meisterschaft 1964 qualifiziert
 Für die Bayernliga 1964/65 qualifiziert
Absteiger